# Groupe gai de l'Université Laval
Le Groupe gai de l'Université Laval, ou GGUL, est une association universitaire LGBTAQ québécoise fondée en 1978. Il est le plus ancien groupe gai universitaire toujours actif au Québec. En 2018, le GGUL change de nom et devient l'Association étudiante pour la diversité sexuelle et de genre de l’Université Laval (ADSGUL).
La mission du Groupe est de « promouvoir et valoriser la diversité sexuelle au sein de la communauté universitaire et de la région de la Capitale-Nationale. » Par diversité sexuelle, il est entendu : « la diversité des orientations sexuelles et des identités sexuelles et de genre. »
Les buts du Groupe sont :
- accueillir l’ensemble des personnes concernées par la diversité sexuelle dans un environnement ouvert et respectueux d’autrui;
- demeurer une ressource en matière de diversité sexuelle sur le plan communautaire et favoriser l’accès à des ressources scientifiques;
- informer, sensibiliser et intéresser la communauté universitaire et la population de la région de la Capitale-Nationale à la diversité sexuelle;
- conseiller, référer et guider les personnes concernées par la diversité sexuelle vers les ressources communautaires et universitaires au besoin.

Le champ d’action du Groupe s’étend aux membres de la communauté universitaire – étudiants, professeurs, employés, administrateurs – et aux personnes physiques et morales qui veulent participer aux activités du Groupe.

## Activités et réalisations
Le GGUL organise plusieurs types d'activités. Ces activités sont destinées tant aux membres de l'association qu'à la population générale. Les réalisations du GGUL se situent également dans les sphères citoyennes, scientifiques et éducatives. Elles comprennent notamment :
- Activités sociales (ex. 5 à 7, sorties, rencontres sportives, spectacles)[4] ;
- Local disponible pour les membres sur le campus;
- Écoute et référence ;
- Activités d’autofinancement (ex. Spectacle-bénéfice annuel[5], soirées de financement) ;
- Conférences[6],[7] et formations[8],[9] ;
- Référence[pas clair] en matière de diversité sexuelle ;
- Concertation avec les différents acteurs des milieux communautaire et universitaire ;
- Organisation d’événements de sensibilisation (ex. Semaine de la diversité sexuelle[10],[11], Journée internationale de lutte contre le SIDA[12], campagne d’affichage, débats) ;
- Participation à des événements de sensibilisation (ex. Journée internationale contre l’homophobie[13], Fête Arc-en-ciel[14], Marche mondiale des femmes[réf. nécessaire]) ;
- Dépôt d'un mémoire à la Commission parlementaire sur la Loi instituant l'union civile des personnes de même sexe et modifiant le Code civil et d'autres dispositions législatives[15]
- Tenue d'un réseau scientifique fondé et

chapeauté par le GGUL qui  a pour but premier de faciliter le réseautage chez les divers acteurs du campus qui se penchent sur les connaissances, services ou politiques propres à la diversité de genre et de sexualité d’ici ou d’ailleurs.

## Visibilité et rayonnement
Le groupe est sollicité annuellement pour participer à des émissions de radio, notamment sur CKRL-FM et CHYZ-FM. Elle participe également, à l’occasion, à des émissions de télévision[réf. nécessaire]. Ses administrateurs accordent régulièrement des entrevues à des journaux étudiants, dont l' Impact Campus, Au fil des événements, L’Exemplaire, ainsi qu'à des organes de la presse écrite traditionnelle, dont Scope, Fugues, Sortie, Le Soleil. Le Groupe assure également sa visibilité sur les médias sociaux par l’entremise de ses groupes et sa page Facebook, de sa présence sur Twitter et de son blogue.
Le GGUL a obtenu la mention d'honneur du jury lors du gala des Allostars 2008. De plus, le Groupe a été primé lors du gala Phénicia 2013 afin de souligner l’accomplissement d’un exploit  remarquable avec son projet d'autoproduction de recueils de textes et d'images à portée créative, sociale et éducative. 